# Chilson
Chilson – osada i parafia cywilna w Anglii, w regionie South East England, w hrabstwie Oxfordshire, w dystrykcie West Oxfordshire. W 2011 roku civil parish liczyła 141 mieszkańców. Leży w Evenlode Valley, około 7,2 km na południe od Chipping Norton. Parafia obejmuje także osadę Shorthampton położoną około 1 km na północny wschód od Chilson.
Nazwa osady, zarejestrowana po raz pierwszy w 1200 roku jako Cildestuna, pochodzi od staroangielskiego słowa ċildes tūn oznaczającego posiadłość młodego szlachcica.